# Église Sainte-Sabine de San Benedetto dei Marsi
Pour les articles homonymes, voir Église Santa Sabina.
L'église Sainte-Sabine (italien : chiesa di Santa Sabina) est une église du Xe siècle située sur  le territoire communal de San Benedetto dei Marsi, dans la province de L'Aquila.

## Histoire
L'église a probablement été construite entre les Ve et VIe siècles près du forum italique de Marruvium, tandis que le premier document mentionnant l'église remonte au IXe siècle. Elle a subi d'importantes interventions structurelles entre les XIIe et XIIIe siècles. Après la mort de San Berardo dei Marsi, le 3 novembre 1130, la cathédrale accueillit ses reliques. Avec la bulle papale de 1580, le pape Grégoire XIII déclara le nouveau siège du diocèse des Marses, l'église Santa Maria delle Grazie de Pescina dans laquelle furent translatés les restes de San Berardo. L'ancienne église Santa Sabina, en déclin et réduite à un peu plus qu'une chapelle, a subi de très graves dommages en 1915 à la suite du séisme du 13 janvier 1915 de la Marsica qui l'a presque entièrement détruite, ne laissant debout que la façade.
La façade est ornée d'un portail de style roman-gothique avec plusieurs arcs en plein cintre.